# Cavicolo
Il cavicolo è un composto aromatico idrossilato, appartenente alla classe chimica degli allilbenzeni.
Viene utilizzato come aromatizzante in profumeria. Ad esempio è uno dei principali costituenti dell'essenza di Bay (assieme all'eugenolo).